# کبوتر (فیلم ۱۹۷۴)
کبوتر (انگلیسی: The Dove) فیلمی در ژانر زندگینامه‌ای و ماجراجویی به کارگردانی چارلز جروت است که در سال ۱۹۷۴ منتشر شد. از بازیگران آن می‌توان به دبورا رفین، دابنی کلمن و جان اندرسون اشاره کرد.